# Xander Harris
(Xander Harris rivolgendosi a Dawn Summers)
Alexander Lavelle Harris, detto "Xander", è un personaggio della serie televisiva Buffy L'ammazzavampiri. Appare in 143 episodi della serie, oltre che in diversi fumetti e videogiochi del Buffyverse.
È interpretato da Nicholas Brendon per tutta la durata della serie. In alcuni episodi è intervenuto anche il fratello gemello Kelly Donovan come stuntman e ha inoltre interpretato il doppione di Xander in Due gocce d'acqua.
Per il suo ruolo Brendon ha ricevuto la nomination ai Saturn Award nel 1998 e 1999 com Miglior attore in una serie televisiva e nel 2000 come Miglior attore non protagonista in una serie televisiva.

## Biografia del personaggio

### Prima stagione
Alexander Harris (detto Xander) è un ragazzo molto simpatico anche se non molto popolare.
Insieme ai suoi due migliori amici d'infanzia Willow Rosenberg e Jesse, appartiene alla classe degli sfigati, quelli derisi e umiliati dai compagni di scuola più cool e popolari, dell'High School della cittadina californiana di Sunnydale.
La sua vita subisce un drastico ma positivo cambiamento quando in città arriva Buffy Summers, di cui Xander s'invaghisce tempestivamente e perdutamente. Xander cerca di accattivarsi le grazie della bella compagna di scuola, che si dimostra però alquanto bizzarra e misteriosa.
L'occasione per scoprire la vera identità della ragazza si presenta quando, non essendo visto, ascolta una conversazione alquanto bizzarra avvenuta tra Buffy e il bibliotecario londinese della scuola: Rupert Giles.
Il signor Giles cerca di convincere Buffy ad adempiere al cento per cento al suo compito di cacciatrice: una ragazza predestinata a combattere le oscure forze del male.
Quella stessa sera, Xander affiancherà Buffy nella sua prima battaglia: salvare la dolce Willow che è stata ingenuamente adescata da un vampiro. La sera successiva, Xander sarà costretto a uccidere il suo migliore amico Jesse, divenuto un vampiro.
A Xander non basterà mai essere considerato da Buffy come un semplice amico e, molto spesso, cercherà in modi più o meno espliciti di abbordare la giovane.
Nell'episodio finale della prima stagione (La profezia), le regalerà un bracciale e la inviterà al ballo di fine corso, ricevendo un solenne rifiuto in quanto la cacciatrice è fortemente attratta da Angel: un truce vampiro che, stranamente, combatte i suoi simili per salvare gli innocenti, e di cui Xander sarà sempre fermamente geloso.
Nel finale di stagione Buffy affronta il Maestro uscendone sconfitta, lui la morde e Buffy caduta priva di sensi in una profonda pozza d'acqua rischia di morire, ma Xander praticandole la respirazione bocca a bocca che Angel non poteva praticare, perché privo di respiro essendo un non morto, riesce a salvarla da morte certa e dunque Buffy per merito di Xander sopravvive e affronta il Maestro per la seconda, riuscendo a ucciderlo.

### Seconda stagione
Nella seconda stagione, Xander rinuncia a conquistare Buffy, capendo che non può competere con Angel, ma non per questo si allontana da lei. Nell'episodio L'unione fa la forza (1ºparte), rimarrà chiuso insieme a Cordelia Chase, la snob della scuola, dentro allo sgabuzzino di casa Summers e la tensione accumulata esploderà in un focoso bacio tra i due. All'inizio nessuno dei due sembra interessato a un rapporto serio, anche se in occasione della festa a sorpresa per il compleanno di Buffy, Xander presenterà Cordelia come la sua fidanzata, suscitando l'ira e la gelosia di Willow. Quando, nell'episodio Caccia all'uomo, per San Valentino Xander verrà mollato dalla ragazza, capirà quanto lei sia importante, arrivando a chiedere a Amy di fare un incantesimo per farla tornare da lui. Le incomprensioni si risolveranno e i due torneranno a fare coppia fissa.
Dopo che Angel diventa malvagio cercando di uccidere chiunque sia vicino a Buffy, Xander, che non aveva mai visto il vampiro di buon occhio, decide di dover difendere Buffy a ogni costo, suscitando la gelosia di Cordelia. Quando, dopo un attacco di Drusilla, una vampira della banda di Angel, Willow entrerà in coma, Xander le rivelerà i suoi veri sentimenti, ma capendo che nel cuore della ragazza ora c'è un altro si farà da parte. Nell'episodio conclusivo della seconda stagione, dopo che Willow si risveglia e pratica il rituale che restituisce l'anima ad Angel, a Xander viene affidato il compito di avvertire Buffy, ma quando si troverà di fronte la cacciatrice, convinto che Angel rappresenti un pericolo, deciderà di tenere per sé questa notizia. La seconda stagione si conclude e Buffy lascia Sunnydale, Xander e il resto della gang decidono di prendere il suo posto combattendo i vampiri, con risultati davvero poco soddisfacenti.

### Terza stagione
All'inizio della terza stagione, Buffy torna a Sunnydale dopo quattro mesi e, in un primo momento, Xander l'accoglie a braccia aperte, ma poi i rancori soffocati riemergono. Lui, come gli altri amici, le rinfacciano di essersene andata senza avvertirli, senza pensare che gli amici si aiutano nel momento del bisogno. Dopo un brusco chiarimento, lui, Willow e Buffy ritorneranno più uniti di prima, anche se un nuovo motivo di litigio sarà il ritorno di Angel, che Buffy ha tenuto nascosto a tutti e che Xander faticherà non poco ad accettare. La sua storia con Cordelia, intanto, procede bene finché Spike, il vampiro che insieme a Drusilla aveva portato scompiglio a Sunnyddale la stagione precedente, torna in città nell'episodio Il sentiero degli amanti e lo rapisce,per costringere Willow a fare un incantesimo che riporti Drusilla tra le sue braccia. Xander e la giovane strega rimangono prigionieri per delle ore, lui è ferito ed entrambi credono di morire: in questo momento di sconforto, i due si baciano riportando a galla i sentimenti che entrambi avevano sepolto. Proprio in quel momento, Cordelia e Oz, il ragazzo di Willow, arrivano e li sorprendono. Le spiegazioni di Xander sono inutili e Cordelia, arrabbiata e ferita, decide di lasciarlo ma questa volta per sempre.
Nell'episodio Il giorno dell'apocalisse, dopo aver avuto varie disavventure, finisce a letto con la nuova cacciatrice di nome Faith arrivata a Sunnydale. Nell'episodio Fatta per uccidere, quando la ragazza cederà al suo lato oscuro, Xander si illuderà di riuscire a salvarla, ma finirà per essere quasi strangolato da Faith e salvato da Angel. Il ballo di fine anno è ormai vicino e Xander si ritrova in compagnia di Anya Jenkins, un ex-demone che, notata l'attrazione che Xander prova per lei, senza mezzi termini lo obbliga ad andare al ballo insieme. Quando il sindaco Richard Wilkins, il nemico contro cui hanno combattuto tutta la stagione, vuole fare la sua ascensione per diventare un demone completo proprio il giorno dei diplomi, Xander riceve da Anya la proposta di scappare insieme, ma il ragazzo rifiuterà la proposta, affermando che il suo posto è lì accanto ai suoi amici. Il ragazzo si metterà in prima linea per combattere contro il sindaco e i vampiri al suo servizio. Con l'aiuto di Buffy e di tutti gli altri, i ragazzi diplomandi riusciranno a vincere e sopravvivere alla cerimonia del diploma.

### Quarta stagione
Xander ritorna a Sunnydale per la quarta stagione, dopo aver passato l'estate in un disastroso viaggio in giro per l'America. Il suo ritorno sarà però tutt'altro che piacevole: le sue due amiche frequentano l'università, mentre lui no. Questo sarà un motivo di disagio per il ragazzo, che si sentirà escluso dalla vita delle due ragazze.
Dovendo trovare il suo posto, ora che il liceo è finito, Xander va a vivere nella cantina dei genitori pagando loro un affitto, e passa da un lavoro all'altro senza trovare niente di fisso.
Per una manciata di episodi si ritroverà anche a dover subire una convivenza forzata con Spike, ospite indesiderato in casa sua. L'unico punto fermo nella sua vita è Anya, che dopo aver appreso della mancata ascensione del sindaco, ritorna a Sunnydale e i due diventano ben presto una coppia fissa.
Durante lo scontro finale tra Buffy e Adam, essendo quest'ultimo un avversario troppo forte che nemmeno la Cacciatrice può sconfiggere da sola, Willow usa l'Incantesimo Unificante in modo che lei, Giles e anche Xander possano offrire la loro forza vitale a Buffy che infatti, divenendo temporaneamente un dea, uccide Adam senza sforzo.

### Quinta stagione
Con l'inizio della quinta stagione, Xander si ritrova a essere trasformato nel servitore del Conte Dracula. Per sua fortuna, l'effetto dura solo un episodio. Un motivo di cambiamento nel suo modo di vivere gli verrà offerto nell'episodio Due gocce d'acqua, quando si sdoppierà in due entità distinte e vedrà come il suo doppio vive la sua vita meglio di lui. Acquista così un suo appartamento, vi si trasferisce con Anya e inizia a lavorare stabilmente come carpentiere in una ditta di costruzioni. Nell'episodio Il Triangolo, dovrà anche fare i conti con la gelosia di Anya verso Willow, ma, non potendo scegliere tra le due donne, ammetterà di amarle entrambe anche se in maniera differente. Durante la stagione, il gruppo si ritrova a dover affrontare Glory, dea malvagia degli inferi; nell'episodio finale, credendo di non poter sopravvivere, propone ad Anya di sposarlo e lei accetta.

### Sesta stagione
Nei primi episodi della sesta stagione, Xander aiuta Willow a riportare in vita Buffy e si ritrova anche a dover tenere fede alla proposta di matrimonio fatta ad Anya. In principio, Xander non vuole comunicare la notizia agli amici e i due litigano spesso per questo motivo, ma nell'episodio Bugia pericolosa il ragazzo prende trova il coraggio e comunica a tutti la buona notizia. Iniziano così i preparativi e Xander mostrerà spesso una forte paura, nel dover affrontare la vita coniugale. Nell'episodio Le campane dell'inferno, incontriamo per la prima volta la famiglia di Xander: suo padre Anthony, un alcolizzato che non ha una grossa opinione del figlio, e sua madre Jessica, succube del marito. Durante tutta la giornata prima della cerimonia, i parenti del ragazzo capeggiati dal signor Harris non faranno altro che causare problemi e, a quel punto, Xander verrà raggiunto da una versione futura di sé stesso, che gli mostrerà come sarà la sua vita se sposerà Anya. Ciò che il futuro ha in serbo per lui è un matrimonio infelice e deprimente, proprio come quello dei suoi genitori. Nonostante poi venga rivelato che lo “Xander futuro” era in realtà Stewart Burns, un uomo che Anya in passato punì trasformandolo in un demone, Xander uccide Stewart ma non si sposerà con la ragazza: le dirà di aver capito che, per quanto ne sia realmente innamorato, il matrimonio non fa per lui e la lascerà andare da sola all'altare. In conseguenza di ciò, Anya si tramuterà di nuovo in una demone e, non riuscendo a vendicarsi con i suoi poteri, lo tradirà con Spike. Per una serie di eventi, Xander assisterà alla scena e, furioso, andrà dal vampiro con l'intenzione di ucciderlo, ottenendo il risultato di scoprire la relazione del vampiro con Buffy.
Con l'episodio Profondo rosso, prendono il via gli eventi che porteranno alla fine della stagione e Xander si troverà a dover combattere contro la sua migliore amica Willow, diventata malvagia in seguito alla morte di Tara. Alla fine, in Baratro, Xander si ritrova a dover bloccare Willow da solo. Il suo sentimento di amore sincero, puro e incondizionato nei confronti della vecchia amica, saranno l'unica arma in grado di fermarla.

### Settima stagione
Nella settima stagione, Xander si ritrova nuovamente single, ma, salendo di grado nella sua carriera di carpentiere, diventa il responsabile del progetto di ricostruzione del liceo di Sunnydale, distrutto alla fine della terza stagione. Quando un gran numero di potenziali cacciatrici invaderà casa Summers, per far fronte alla minaccia del Primo, Xander mostrerà di essere molto maturato cercando di fornire quanto più aiuto possibile a Buffy, pur essendo privo di qualsiasi potere magico/metafisico. Purtroppo, verrà preso di mira dal malvagio Caleb, un prete al servizio del Primo, che con un pollice gli accecherà l'occhio sinistro nell'episodio Ragazze sporche. Anche se privo della vista a un occhio, Xander non smetterà mai di lottare. Infine, anche grazie al suo contributo, il nemico verrà sconfitto. Tuttavia, il ragazzo perderà Anya, che morirà nello scontro.
L'ultima ubicazione di Xander viene data nella quinta stagione di Angel, dove si scopre che il ragazzo è in Africa con un gruppo di potenziali cacciatrici.

### Ottava stagione
Dopo la distruzione di Sunnydale, Buffy e gli altri si sparpaglieranno per il mondo alla ricerca di cacciatrici da reclutare per la nascente organizzazione anti-vampiri; come già detto, Xander andrà in Africa e qui incontrerà nuovamente Dracula, che ne farà il suo schiavo e lo porterà al suo castello in Transilvania; fortunatamente per lui, Buffy si recherà in suo soccorso per salvarlo. Durante il periodo trascorso insieme, tuttavia, lui e il principe delle tenebre stringeranno un'ambigua amicizia.
Assieme all'amica, Xander rivestirà il ruolo di Direttore Generale delle Cacciatrici dalla Base Centrale dell'oOrganizzazione in Scozia, riferendosi a sé stesso come a un Nick Fury di nuova generazione.
Il ragazzo inizierà inoltre a flirtare con la Cacciatrice nativa americana Renee e sarà il principale consulente dell'ingigantita Dawn, la quale si è allontanata dalla sorella ed è troppo imbarazzata per rivelare a Willow il segreto della sua crescita smisurata, segreto che però svelerà al ragazzo: la maledizione è avvenuta dopo aver perso la verginità col compagno di stanza del suo ragazzo Trismegisto Kenny.
Quando alcuni vampiri asiatici, dotati di poteri simili a quelli di Dracula, attaccheranno il Castello per rubare la Falce della Guardiana e invertire l'incantesimo che dà alle Cacciatrici il loro potere, Xander vedrà morire tra le sue braccia la sua nuova fiamma Renee, colta alle spalle da uno dei nemici. Sarà Dracula a dare al ragazzo l'opportunità di vendicare l'amore perduto, concedendogli di uccidere di persona il colpevole dell'omicidio.
Nonostante il recente lutto, il ragazzo darà prova di grande maturità anteponendo ai suoi dolori la guerra contro Twilight e resterà al Castello, mentre Willow e Buffy andranno a New York seguendo una percezione di Willow. Xander aiuterà Dawn ad accettare il suo nuovo aspetto di centauro e, assieme a lei e alle cacciatrici, respingerà un nuovo attacco magico-scientifico di Amy e Warren, perdendo tuttavia buona parte del Castello in un'esplosione. Poco dopo l'esperienza, Xander e la ragazza scopriranno un'attrazione reciproca che li porterà a divenire una coppia.
Il gruppo capirà che il nemico è sulle loro tracce seguendo la scia della magia che emettono e, per sfuggirgli, decideranno di recarsi da Oz per apprendere il modo di sopprimere la propria magia interiore. Così facendo, tuttavia, si privano dei loro poteri proprio nell'esatto momento in cui Twilight li assale con un esercito armato. In questa occasione, la competenza militare del ragazzo si rivela indispensabile per reggere l'attacco e limitare le perdite, ma non a vincere la battaglia. Difatti il gruppo viene sconfitto, mentre Giles, Faith e Andrew vengono catturati. Successivamente, grazie all'aiuto dei redenti Amy e Warren, indirizzerà la neo-potenziata Buffy verso la base di Twilight per liberare i compagni catturati. Quando il nemico si rivelerà essere Angel, che ascenderà con Buffy a una dimensione superiore rendendo l'attuale sacrificabile, Xander combatterà al fianco delle cacciatrici per difendere il proprio mondo dai demoni transdimensionali che lo invaderanno. A seguito della battaglia, culminante con la distruzione del Seme delle Meraviglie e la rimozione della magia in tutto il mondo, Xander tornerà a svolgere un impiego in campo edile e andrà a convivere con Dawn a San Francisco, dando ospitalità a Buffy nel loro appartamento.

## Poteri e Abilità
Xander non possiede alcuna capacità sovrumana. Questo è uno dei tanti drammi di Xander, più volte ribadito nel corso della serie, ma è anche il suo vero punto di forza. Viene mostrato come un semplice essere umano e dimostra che la sua sola forza di volontà possa fare la differenza.
Nell'episodio Halloween, acquisisce le conoscenze di un soldato dell'esercito e le conserverà per diverso tempo.
Una capacità particolare che gli viene riconosciuta da Dawn, nell'episodio Addestramento, è quella di vedere più chiaramente degli altri i pregi e i difetti di chi gli sta intorno, proprio perché nessuno si cura di lui. Questa sua forza umana nel capire e vedere nel profondo il prossimo, porta Caleb a cavargli un occhio, sapendo che ciò provocherà la rabbia e la furia di Buffy.
Sebbene Willow gli proponga di tentare di ricostruirgli magicamente l'occhio perduto, Xander non accetta, portando quindi una benda nera "stile pirata".
Nell'Ottava stagione, Xander dimostra anche grandi abilità di coordinazione e leadership nel muovere le Cacciatrici da dietro le quinte, capacità forse rimastagli dai ricordi militari.
Ad ogni modo, nel corso degli anni Xander ha ottenuto una discreta conoscenza del corpo a corpo e dell'uso delle armi da taglio e da fuoco, affinata tanto che, nell'ottava stagione, lo si vede perfino allenarsi alla boxe e affrontare orde di demoni al fianco delle cacciatrici. Nonostante ciò, preferisce lasciare i combattimenti ai compagni e si considera solo un "supporto tecnico".
Inoltre, a causa dei numerosi lavori svolti durante la vita, è un tuttofare. Estremamente pratico in più applicazioni manuali, è un eccellente carpentiere e sa guidare diversi veicoli, tra i quali automobili, blindati, motociclette, mezzi da neve e perfino elicotteri.

## Sviluppo e impatto culturale
In più occasioni Joss Whedon ha dichiarato di essersi ispirato a se stesso, in particolare durante gli anni delle scuole superiori, per il personaggio di Xander.
Nel suo libro Why Buffy Matters: The Art of Buffy the Vampire Slaye Rhonda V. Wilcox descrive come Xander abbia molte caratteristiche in comune con il personaggio di Ron Weasley in Harry Potter, come l'amicizia con il protagonista, l'appartenenza alla classe lavoratrice e l'essere oggetto di scherno a scuola. Diversamente dagli altri personaggi principali della serie Xander non possiede poteri speciali o abilità sovraumane e questo rende ancora più notevoli il suo coraggio e la lealtà verso i suoi amici.
L'arco narrativo del personaggio attraverso la serie segue la sua lotta per diventare più maturo e per guadagnare il rispetto degli altri. Diversi critici, come J. Michael Richardson e J. Douglas Rabb, hanno affermato che il personaggio di Xander, in quanto uomo comune in mezzo ad un gruppo di eroi dotati di superpoteri rappresenta il pubblico e il fatto che anche le persone normali possono essere capaci di salvare il mondo. Una diversa analisi vede Xander come una persona metaforicamente disabile, le cui capacità di combattere il male sono continuamente messe in dubbio per il fatto di essere un semplice umano, che durante il corso della serie impara ad accettare le proprie debolezze e a dare valore ai propri contributi alla squadra.
Il tredicesimo episodio della terza stagione della serie TV, intitolato Il giorno dell'Apocalisse (The Zeppo nella versione originale inglese) vede come protagonista Xander, mentre gli altri personaggi del cast principale ricoprono ruoli secondari. In Production Notes: Doodles in the Margins of Time Russell T Davies, produttore esecutivo di Doctor Who, ha spiegato di essersi ispirato a tale episodio di Buffy l'ammazzavampiri e all'episodio Giovani carriere della settima stagione di Star Trek: The Next Generation per l'ideazione dell'iconico episodio Sulle tracce del mito (titolo originale Love & Monsters) della seconda stagione del Dottore. In tale episodio, il primo dei cosiddetti "Doctor-lite", protagonista non è infatti il Dottore ma alcuni personaggi comprimari.